# Источни Пиринеји
Источни Пиринеји (фр. Pyrénées-Orientales) департман је у јужној Француској. Припада региону Лангдок-Русијон, а главни град департмана (префектура) је Перпињан. Департман Источни Пиринеји је означен редним бројем 66. Његова површина износи 4.116 км². По подацима из 2010. године у департману Источни Пиринеји је живело 448.543 становника, а густина насељености је износила 109 становника по км².
Овај департман је административно подељен на:
- 3 округа
- 31 кантона и
- 226 општина.

## Демографија
| 2011.   |
| ------- |
| 452.530 |